# نادي سلوان
نادي سلوان، هو نادي كرة قدم فلسطيني، وهو نادي يمتلك الكثير من النشاطات إحداها كرة القدم، يعد من أعرق النوادي في فلسطين. تأسس في عام 1965 في مدينة القدس.

## تاريخ النادي
أسس نادي سلوان الرياضي في منتصف الستينات حيث كانت الانطلاقة الرسميه في الثالث عشر من تشرين أول من عام 1965م، وهي الانطلاقة التي بدأت تتراكم مداميكها واحداً تلو الآخر، ليتواصل البنيان والعطاء ولتتواصل المسيرة حتى يومنا هذا.
وكان طلب تأسيس نادي سلوان قد قدم إلى وزاره الشؤون الاجتماعيه والعمل الأردنية في الثالث عشر من أيلول عام 1965م، وجاءت الموافقة عليه بعد شهر واحد، حيث تم تسجيل نادي سلوان تحت رقم/280ن.
وقد اشترك نادي سلوان في دوري الدرجة الثانية في الضفة الغربية باشراف الاتحاد الأردني عام 1966م وحقق نتائج مرضيه مقارنه مع بدايته الطموحة.
يذكر أن أعضاء الهيئة التأسيسية للنادي قاموا بدور كبير من أجل تأسيس النادي. ولا ننسَ في هذا الإطار جهد الحركات الحزبية والسياسية التي كانت تعمل بالخفاء من أبناء النادي الذين -ومن خلال الحركات- ساهموا في إظهار نادي سلوان على الساحة، لكن اسمائهم لم يتم الإشارة لها حرصًا على نجاح فكرة تأسيس النادي. لقد كانت البداية صعبة لكن النتائج المُرضية التي حصل عليها نادي سلوان جعلته يصعد إلى قمة الشهرة والمجد رغم حداثة عهده، فغدت مباراة سلوان قمة في كل شيء، فحظيت باهتمام جماهيري واعلامي كبير، ومثلت تلك الانطلاقة الحقيقية بداية الطريق صوب النجاح.
قال المختار سعيد عايد عضو الهيئة التأسيسية لنادي سلوان ان الإعلان عن تأسيس رابطهة لأبناء سلوان صدر يوم 24-11-1961م إن أول اجتماع لتحقيق هذه الغاية عقد في منزله بتاريخ 1-12-1961م، وأضاف عايد: إن طلب الرابطة رُفِض، وبقيت الأمور والاتصالات جارية مع الشؤون الاجتماعية في الأردن، حتى استقر الرأي عام 1965م على تأسيس نادي رياضي بإيعاز من أحمد موسى العباسي الموظف في وزارة الشؤون في ذالك الوقت.

## أعضاء الهيئة التأسيسية التاريخية عام 1965م
- حمدان عايد
- إبراهيم عبد الله ناصر
- خليل موسى عيد
- سعيد خضر
- محمود عطاالقنبر
- حمد عديله
- علي خضر أبو ذياب
- محمود محمد هاديه
- محمد موسى صالح الاعور
- عطا سليمان العباسي
- سعيد عايد حمدان

## بطولات وجوائز وأنجازات[2]
- 1969م: شارك النادي في الدوري الثاني الذي نظمه اتحاد الاْندية ومقره مدينة البيرة وحقق نتائج طيبة.
- 1970م: اكتسب النادي خبرة جديدة لا زال يصحبها حتى اليوم وهي إبداع الإداريين في ذلك الوقت في اختيارها وتزيين صدور اللاعبين بالعلم الفلسطيني.
- 1970م: لقاء بطل جمهورية قبرص فريق إيبا بتاريخ 1970/7/24م على ملعب المطران وكانت النتيجة 1/صفر لصالح إيبا.
- 1971م: · لقاء مع فريق بارتنون القبرصي بتاريخ 1971/7/16م على ملعب المطران وإنتهى بنتيجة 2/صفر لصالح سلوان.
- 1972م:· لقاء مع جامعة البنوي الأمريكي وإنتهى بالتعادل 2/2.
- 1973م: فوز ساحق على إسلامي يافا في يافا.
- 1975م: الفوز بكأس إبراهيم الشيخ بعد أنتصاره على أهلي غزة 3/ 0.
- 1977م: أهم الإنجازات وهي الفوز ببطولة الدوري الفلسطيني.
- 1978م: لقاء مع فريق الأهلي بطل الدوري الأردني على ستاد عمان الدولي وإنتهى اللقاء بنتيجة 2/1 لصالح الأهلي.
- 1987م: وصيف كأس فلسطين عندما خسر امام ثقافي طولكرم 2/1.
- 1993م: الفوز بدورة عبد الله أبو اسبيتان بكرة القدم.
- الوصول لنهائي دورة الشتاء الثانية بأريحا.
- احتلال المركز الثاني في دورة سلوان الرمضانية خلف شباب الخليل.
- الفوز بكأس انطون الشوملي (بيت ساحور).
- الفوز بكأس الشهيد محمود المراغي.
- الفوز بكأس مدير منطقة نابلس خضر الكوبري.
- احتلال المركز الثاني لدورة العائدين في البيرة خلف مركز الأمعري.
- 1994م: الحصول على كأس المبعدين.
- الحصول على كأس مباراة ودية أمام شباب الخليل (تكريم اللاعب عبد الله أبو رجب).
- 1996م: فوز الفريق ببطولة جبل الزيتون الثالثة.
- 1997م: الفوز بلقب دورة الخليل الصيفية الأولى.
- الوصول إلى نهائي دورة المعتقلين (بيت ساحور).
- الفوز ببطولة سداسيات الشبيبة الفتحاويه برام الله.
- 1998م: فاز الفريق الأول بسداسيات القدس.
- 1999م: الفوز ببطولة العودة (بلاطة).
- 2000م: الفوز ببطولة كأس بغداد في القدس من قبل اتحاد كرة القدم.
- احتلال المركز الثاني في سداسيات كرة القدم الخيريه التي نظمها نادي الموظفين
- حلول الفريق الأول في المركز الثاني لبطولة جمعية الخليل الصيفية خلف خدمات رفح.
- 2004م: فوز النادي بدورة رمضان المقدسية بفوزه بالنهائي على إسلامي صورباهر.
- فوز النادي ببطولة أريحا الشتوية باقتدار بعدما تغلب على صاحب الأرض هلال أريحا بالركلات الترجيحيه 3-1 بعد التعادل 2-2 في الوقت الأصلي من المباراة.
- 2005م: المركز الثالث في بطولة كأس الشهيد يا سر عرفات (كأس فلسطين).
- وصول الفريق لدور الأربعة في بطولة درع الاتحاد الفلسطيني لكرة القدم.

## لاعبين مروا عبر تاريخ النادي
خدم النادي لاعبون كثيرون ليس هناك مجال لذكرهم جميعاً، كان لهم دور على الصعيد الرياضي والمحلي ومن أمثال هؤلاء:

### جيل الستينات
فارس العباسي، إبراهيم الدجاني، حسين أبوصوي، محمد عبد النبي، موسى العباسي، فايز العباسي، ناجي عودة، علي مطر، إسماعيل المصري، أمين ياسين، إلياس عبد الفتاح، بهجت البكري، توفيق أبوشاويش، ومصطفى القدسي.

### جيل السبعينات
علي العباسي، سامر بركات، عزيز عواد، موسى فتيحة، علي عايد، حسين جميل، رفيق عبدو، عماد عكة، محمود ناصر، عارف عوفة، ماجد أبو خالد، عرفات حميد.

### جيل الثمنينات
سليمان عواد، أحمد صيام، محمود حميد، جمال القاق، محمد المالحي، موسى عاصي.